# السعودية في كأس الخليج العربي 1988
تَعرِضُ هذه المقالة مُشاركة المنتخب السّعُوديّ في كأس الخليج العربي 1988، التي عُقِدَت في المملكة العربية السعودية مَا بَيْنَ 2 و18 مارس من سَنة 1988.
احتلَّ المُنتخب السّعُودي المَركز الثّالث في البُطُولة، بعد أن لَعِبَ 6 مُباريات، فاز بِمُبارتين وتعادل ثلاث مُباريات وخَسِرَ مُباراة واحدة.

## المسابقة

### المجموعة
| فريق                     | لعب | ف | ت | خ | له | عليه | ف.أ | نقاط |
| ------------------------ | --- | - | - | - | -- | ---- | --- | ---- |
| العراق                   | 6   | 4 | 2 | 0 | 8  | 1    | +7  | 10   |
| الإمارات العربية المتحدة | 6   | 3 | 2 | 1 | 7  | 4    | +3  | 8    |
| السعودية                 | 6   | 2 | 3 | 1 | 5  | 4    | +1  | 7    |
| البحرين                  | 6   | 3 | 0 | 3 | 4  | 4    | 0   | 6    |
| الكويت                   | 6   | 1 | 2 | 3 | 3  | 4    | −1  | 4    |
| قطر                      | 6   | 1 | 2 | 3 | 4  | 8    | −4  | 4    |
| عمان                     | 6   | 1 | 1 | 4 | 3  | 9    | −6  | 3    |

### المباريات

#### السعودية ضد سلطنة عمان
| السّعُودية                | 0-2 | سُلطنة عمّان |
| ----------------------- | --- | ---------- |
| فهد الهريفي · يوسف جازع |     |            |

#### السعودية ضد قطر
| السّعودية | 0-0 | قَطر |
| -------- | --- | --- |
|          |     |     |

#### السعودية ضد البحرين
| السّعودية      | 0-1 | البَحرين |
| ------------- | --- | ------- |
| ماجد عبد الله |     |         |

#### السعودية ضد الإِمارات العربية المتحدة
| السّعُودية                      | 2-2 | الإمارات العَربيَّة المُتَّحِدة |
| ----------------------------- | --- | ------------------------ |
| عبد الله غراب · ماجد عبد الله |     | زهير بخيت · زهير بخيت    |

#### السعودية ضد العراق
| العِرَاق                  | 0-2 | السّعُودية |
| ----------------------- | --- | -------- |
| أحمد راضي · باسل كوركيس |     |          |

#### السعودية ضد الكويت
| السّعوديّة | 0-0 | الكويت |
| -------- | --- | ------ |
|          |     |        |

## مراجِع
1. ↑  "الموقع الدائم لكأس الخليج العربي". مؤرشف من الأصل في 29 ديسمبر 2017. اطلع عليه بتاريخ 4 فبراير 2018.

## وصلات خارجية
- المَوقِع الرَّسمي لِلبُطولة بالعربيّة
- RSSSF site